# Vall de Querol
La Vall de Querol és una vall de l'Alta Cerdanya, drenada pel Riu de Querol (o Riu d'Aravó), afluent per la dreta del Segre. La població és regressiva i es distribueix disseminada en petits nuclis entre les comunes de Porta, Portè i la Tor de Querol.
Està situada a l'extrem sud-occidental de la comarca, al límit amb el País de Foix, Andorra i la Baixa Cerdanya.
El fons de la vall és arrodonit per haver estat una glacera quaternària. Amb agricultura de prats, farratges, cereals, patates i fruiters, ramaderia bovina i ovina, explotació dels boscos i centrals hidroelèctriques. Hi passa la carretera de Puigcerdà al Coll de Pimorent (N - 20, E9, N - 320). Els habitants de la vall gaudiren de privilegis des de Jaume I fins a la Revolució Francesa.

## Història[4]

### Edat mitjana
La Vall de Querol, algunes vegades documentada com a Vall d'Iravals o Eravals, està documentada des del 1011 (valle Cheirol), amb esments posteriors com els del 1047 (vallis Eravals), 1061 (Eravalle), 1272 (vallis de Eravalle), 1308 (vayl de Querol), 1519 (vall de Querol)...
La Vall de Querol tenia uns límits lleugerament més amplis que els actuals termes de Porta, Portè i la Tor de Querol, i constituïa l'únic lloc de pas entre el País de Foix i Catalunya, per la qual cosa tant els comtes de Cerdanya com els seus successors, els comtes de Barcelona i els reis de la corona catalanoaragonesa, entre els quals els de Mallorca, van mantenir sempre el poblament de la vall, i hi feren construir la Torre Cerdana, ara en terme de Portè, i el Castell de Querol. El nucli de població més important de la vall era la Tor de Querol.
Els primers privilegis atorgats a la Vall de Querol ho foren el 1257, per Jaume I, que concedí a tota la vall els drets sobre el bosc de Campcardós. Aquests drets foren ampliats el 1366 per Joan I, qui també instituí el govern municipal, amb tres cònsols elegits anualment, règim que perdura fins a la caiguda de l'Antic Règim.
Fins a la constitució de les comunes actuals, fruit de les reformes derivades de la Revolució Francesa, la Vall de Querol fou una entitat comunal històrica semblant a la de la Vall d'Aran o les Valls d'Andorra, entre d'altres valls dels Pirineus.la Tor de Querol.
Just a darreries de l'Edat Mitjana, el 1493, fou abolida la senyoria de Torre Cerdana, que fou agregada a la del Castell de Querol.

### Edat Moderna
Al llarg de l'Edat Moderna foren concedits a la vall d'altres privilegis, com ara el concedit el 1519, any en què Carles V eximí els habitants de la vall dels tributs de guerra. El 1569, Felip II separà els càrrecs de batlle de Querol, que havia de ser natural de la vall, del d'alcaid dels castells cerdans.
Després del Tractat dels Pirineus, la Vall de Querol passà a ser domini reial francès, a través del Consell Sobirà del Rosselló, però tots aquests privilegis foren confirmats. Aquesta situació es mantingué fins al 1718, moment en què la vall, tot i l'oposició dels seus habitants i autoritats, fou venuda per 7.500 lliures a Lluís d'Oliva, cavaller lloctinent reial i comandant de Montlluís; el 1725 li era concedida la senyoria de Querol de forma vitalícia. A la seva mort, el 1729, retornà a domini reial.